# Karl Gottlieb Guichard
Pour les articles homonymes, voir Gottlieb et Guichard.
Karl Gottlieb Guichard (1724 à Magdebourg, duché de Magdebourg - 1775 à Seeblick) est un soldat et écrivain militaire. Protégé de Frédéric II de Prusse, il est aussi connu sous le nom de Quintus Icilius à la suite d'un débat avec ce prince.

## Biographie
Il naît de parents français réfugiés dans le duché de Magdebourg.
En 1757, il publie Mémoires militaires sur les Grecs et les Romains.
En 1758, il rejoint Frédéric II de Prusse à Breslau. Pendant 18 mois, le prince le garde près de lui, qui le promeut ensuite au rang de major. Guichard commande des soldats à plusieurs reprises pendant la guerre de Sept Ans. Après la guerre, les unités de Guichard sont démobilisés, mais le prince le garde à nouveau près de lui.
En 1773, en reconnaissance de ses Mémoires critiques et historiques sur plusieurs points d'antiquités militaires, il est promu colonel.